# 除針器

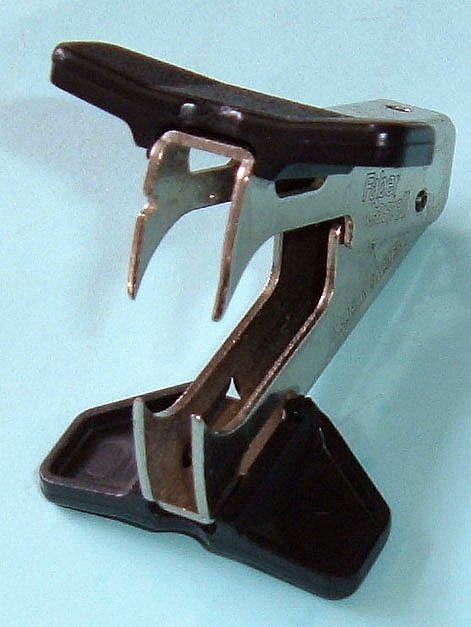
ステープルリムーバー

除針器（じょしんき）とは、ホッチキスの針や画鋲を抜く際に使用する文房具である。
医療用の注射器の針を外す道具も除針器（Needle remover）ともよばれる。

## ホッチキス用
書類などを綴じているホッチキスの針を取り除くための道具。商品としてはリムーバーあるいはステープルリムーバー（Staple remover）などの名称が多い。
先端が爪状になっており、ホッチキスの針を取り除く場合、紙と針の間に除針器の爪状の部分を差し込み、これを持ち上げることで針を除去する。
ホッチキスの場合には本体に付属している場合もあるが、ホッチキスの針を取り除く機能だけをもつ専用の道具もある。専用の道具の中には、ホッチキスの針を連続して取り除くことができるように、取り除いたホッチキスの針をある程度の本数保持した上で、まとめて捨てることができるようにしたものもある。

## 画鋲用
掲示されているポスターなどを固定している画鋲を取り外すための道具。「画鋲抜取器」や「画鋲抜き」と言われる。
本体は一定の角度で折れ曲っており、一方の先端には溝が切ってある。画鋲を外す場合には、画鋲が固定されている部分（壁など）と画鋲の針との間に除針器の溝の部分を差し込み、てこの原理を利用して画鋲の頭の部分を起こしながら取り除く。
プラスチックケース入りの二重画鋲などの商品では、販売時に画鋲抜きがセットとして封入されているものもある。
代表的な製品
- 画鋲抜取器「ピントル」- ミツヤ[1]
- 「画鋲抜き」 - ベロス[2]
- 安全画鋲抜取器「ピンセル」- FUSO[3][4]（生産終了）